# 美禰竜彦
美禰 竜彦（みね たつひこ、1857年1月22日（安政3年12月27日） - 1931年（昭和6年）12月24日）は、日本の政治家。衆議院議員（2期）。

## 経歴
山口県出身。長州藩藩校明倫館文学寮で学ぶ。下宇野令村会議員、同村長、吉敷郡会議員、同参事会員、山口県会議員、同副議長、勧業諮問委員、徴兵参事員、所得税調査委員、地方森林会議員となり、吉敷郡教育会長、同郡蚕糸業組合、同郡産牛組合、防長米同業組合各組合長、吉敷郡農会長、山口県農会副会長を務め、山口協同会社赤間関支店長となる。
1904年の第9回衆議院議員総選挙において山口県郡部から立憲政友会公認で立候補して当選した。1908年の第10回衆議院議員総選挙には不出馬。1917年の第13回衆議院議員総選挙において無所属で立候補して当選した。衆議院議員を2期務め、1920年の第14回衆議院議員総選挙には立候補しなかった。1931年死去。